# Liste der Biografien/Mici
Liste der Biografien |
Portal Biografien |
Personensuche
# |
A |
B |
C |
D |
E |
F |
G |
H |
I |
J |
K |
L |
M |
N |
O |
P |
Q |
R |
S |
T |
U |
V |
W |
X |
Y |
Z |
?
 
Ma |
Mb |
Mc |
Md |
Me |
Mf |
Mg |
Mh |
Mi |
Mj |
Mk |
Ml |
Mm |
Mn |
Mo |
Mp |
Mq |
Mr |
Ms |
Mt |
Mu |
Mv |
Mw |
Mx |
My |
Mz
 
Mia |
Mib |
Mic |
Mid |
Mie |
Mif |
Mig |
Mih–Mik |
Mil |
Mim |
Min |
Mio |
Mip |
Miq |
Mir |
Mis |
Mit |
Miu |
Miv |
Miw |
Mix |
Miy |
Miz
 
Mica |
Micc |
Mice |
Micf |
Mich |
Mici |
Mick |
Micl |
Mico |
Micr |
Micu |
Micy
Die Liste der Biografien führt alle Personen auf, die in der deutschsprachigen Wikipedia einen Artikel haben. Dieses ist eine Teilliste mit 13 Einträgen von Personen, deren Namen mit den Buchstaben „Mici“ beginnt.

## Mici

### Micic
- Mićić, Danijel (* 1988), serbisch-österreichischer Fußballspieler
- Micic, Elena (* 2004), australische Tennisspielerin
- Mićić, Jovan (1955–2018), bosnisch-serbischer Kommandant im Bosnienkrieg
- Mićić, Mićo (1956–2020), bosnischer Politiker (SDS, SDSS)
- Mićić, Nataša (* 1965), serbische Politikerin und Juristin
- Micić, Nina (* 1991), kasachische Snowboarderin
- Mićić, Pero (* 1967), deutscher Autor und ManagementberaterPero Mićić (* 1967)

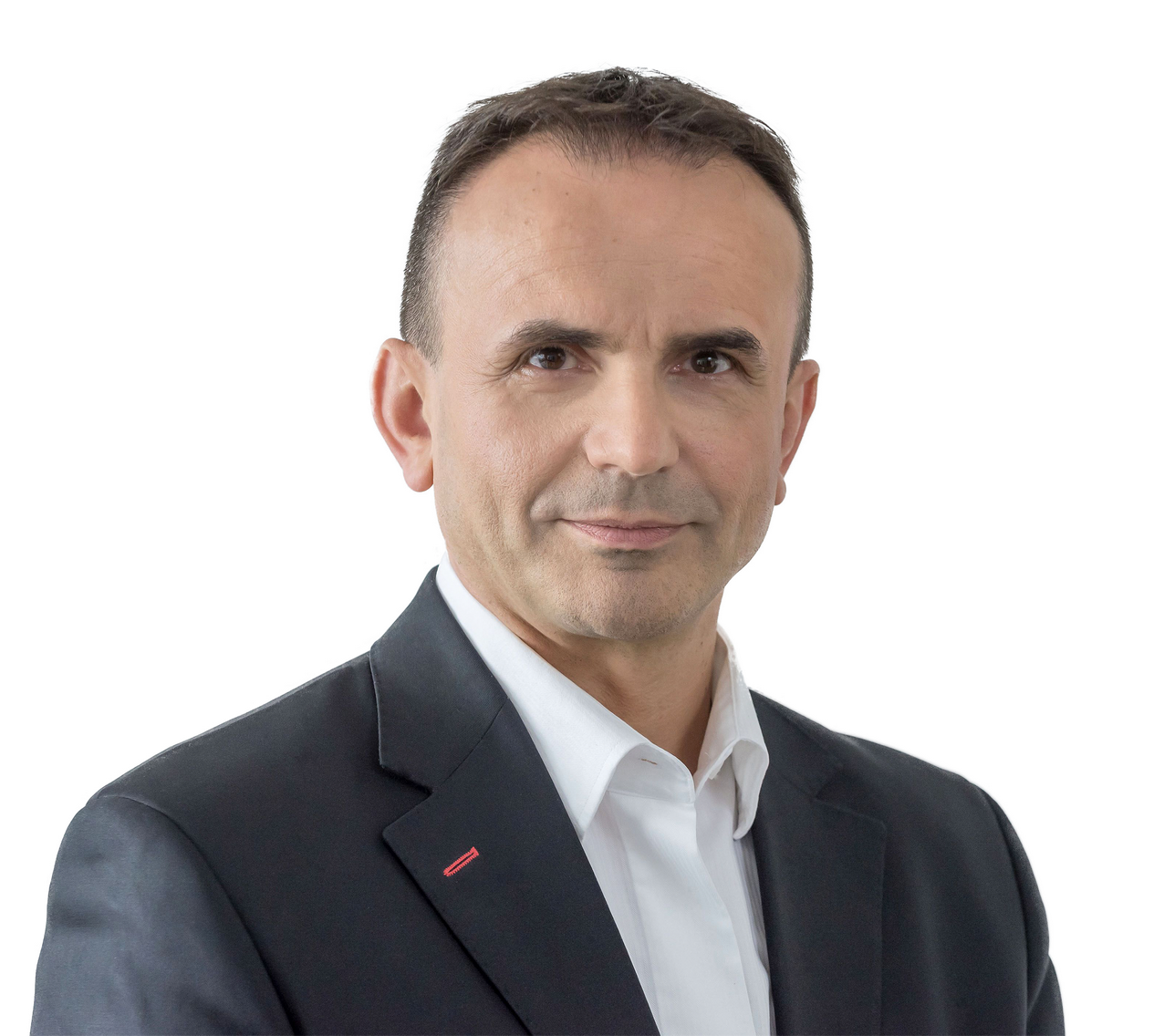
Pero Mićić (* 1967)

- Micić, Vasilije (* 1994), serbischer Basketballspieler

### Micie
- Micieli di Biase, Franco (* 1934), italienischer Diplomat
- Micieli, Francesco (* 1956), Schweizer Schriftsteller

### Micij
- Mičijević, Ćamila (* 1994), bosnisch-kroatische Handballspielerin

### Micin
- Miciński, Tadeusz (1873–1918), polnischer Schriftsteller

### Micip
- Micipsa († 118 v. Chr.), König von Numidien